# الروح الروسية

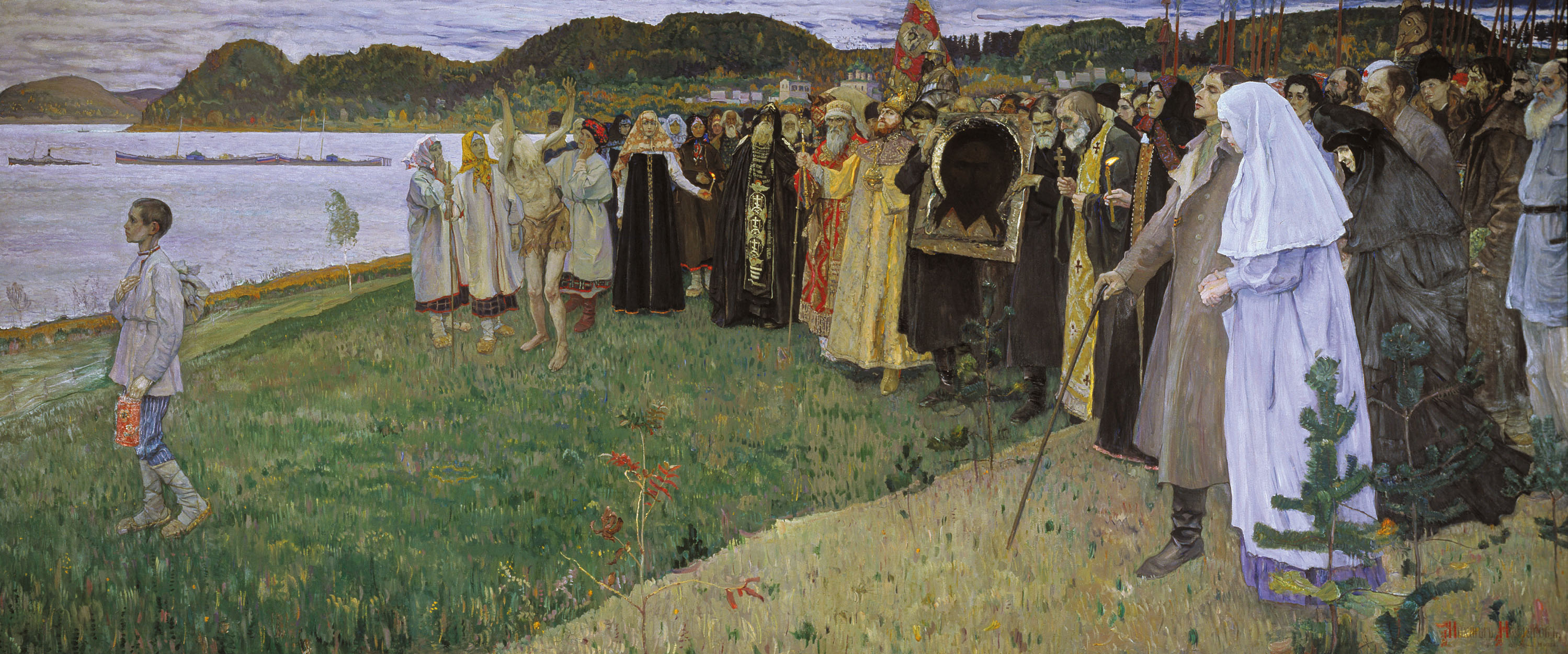
روح الشعب (بالروسية Дуšа народа). لوحة للفنان إم دبليو نيستيروف، 1915-1916

مصطلح الروح الروسية (بالروسية: русская душа) وتُلفظ روسكايا دوشا، وقد استخدم في الأدب للإشارة إلى تفرد الهوية الوطنية الروسية. يُشار إلى المصطلح أيضًا أحيانًا بعبارة «الروح الروسية العظيمة» великая русская душа ڤيليكايا روسكايا دوشا، و«الروح الروسية الغامضة» загадочная русская душа زاجادتوشنايا روسكايا دوشا أو «الروح الروسية» русский дух روسكي دوخ. تقدم كتابات العديد من الكتاب الروس مثل نيكولاي جوجول وليو تولستوي وفيودور دوستويفسكي أوصافًا للروح الروسية.

## المصطلح
نشأ مفهوم الروح الروسية في أربعينيات القرن التاسع عشر كظاهرة أدبية بالأساس. قام الكاتب نيكولاي جوجول والناقد الأدبي فيساريون بيلينسكي بصياغة المصطلح بشكل مشترك عند نشر تحفة جوجول النفوس الميتة في عام 1842. في ذلك الوقت كان أصحاب الأراضي يشيرون غالبًا إلى أقنانهم باعتبارهم «أرواحًا» لأغراض المحاسبة، ويشير عنوان الرواية إلى خطة بطل الرواية لشراء المطالبات بالأقنان المتوفين. وبصرف النظر عن هذا المعنى الحرفي، فإن جوجول كان يقصد أيضًا أن يكون العنوان إشارة لفقدان ملاك الأراضي لروحهم في استغلال الأقنان.
لقد ذهب بيلينسكي، الناقد الراديكالي المعروف، إلى أبعد من نوايا جوجول، واستنتج من الرواية اعترافًا جديدًا بالروح الوطنية، الموجودة بشكل منفصل عن الحكومة والمؤسسة في حياة الطبقة الدنيا. في الواقع، استخدم بيلينسكي مصطلح "الروح الروسية" عدة مرات في تحليلاته لأعمال جوجول، ومن هناك نمت أهمية العبارة، وفي نهاية المطاف أصبحت أكثر وضوحًا من خلال كتابات مؤلفين مثل فيودور دوستويفسكي. ومع ذلك، فإن هذا النوع الشهير من القومية كان نتاجًا لجهود مستمرة بذلتها مختلف الطبقات في روسيا لتحديد الهوية الوطنية. وفقًا لدوستويفسكي، «إن الحاجة الروحية الأكثر أساسية وأولية للشعب الروسي هي الحاجة إلى المعاناة، الحاضرة دائمًا والتي لا يمكن إخمادها، في كل مكان وفي كل شيء.»
لقد أسس جوجول ومعاصروه الأدب بصفته السلاح الجديد المفضل لروسيا، والأداة التي تستطيع من خلالها إعلام نفسها بعظمتها وحث الأمة على الوصول إلى مكانتها المنشودة كزعيمة عالمية. ربما لم تكن لدى جوجول مثل هذه الأفكار العظيمة، لكن بمساعدة بيلينسكي مهد الطريق لمفهوم جديد للهوية الروسية. - الروح الروسية العظيمة. على عكس "الروح الروسية" السابقة ( Русский дух في عام 1991، عندما ركزت على ماضي روسيا، كانت "الروح الروسية" تعبيرًا عن التفاؤل. وأكدت على شباب روسيا التاريخي وقدرتها على أن تصبح منقذ العالم باتباع حكمة الفلاحين. في الواقع، على الرغم من أن مفهوم الروح الروسية نما على الأفكار الغربية، إلا أن أنصاره اعتقدوا أن روسيا قد تبنت تلك الأفكار وسوف تستخدمها لإنقاذ أوروبا من نفسها. يمكن العثور على مصطلح الروح الروسية أيضًا في الثقافة الشعبية الروسية.

## تتويج المفهوم

### دوستويفسكي
لقد تطورت الروح الروسية ودخلت الوعي الغربي في العقود التالية، وأشهر ما حدث هو أعمال فيودور دوستويفسكي. في رواياته وقصصه، أظهر دوستويفسكي قومية معادية لأوروبا في كثير من الأحيان، واقترح في كثير من الأحيان "روحًا شعبية" متماسكة من خلال "أفكار غير معلنة وغير واعية يُشعر بها بقوة". مع وفاة دوستويفسكي عام 1881، كانت "الروح الروسية" قد اكتمل تطورها في روسيا. كان لدى دوستويفسكي الرأي التالي حول حرية وقوة الروح الروسية:
إنه لأمر مخيف كم هي حرة روح الرجل الروسي، وكم هي قوية إرادته! لم يسبق لأحد من قبل أن ابتعد عن موطنه الأصلي كما كان عليه أن يبتعد أحيانًا؛ لم يسبق لأحد أن اتخذ منعطفًا حادًا مثله، اتباعًا لإيمانه الخاص!

### بعد دوستويفسكي
في الفترة ما بين عامي 1880 و1930 تقريبًا، وبفضل دوستويفسكي إلى حد كبير، انتشر مفهوم "الروح الروسية" إلى بلدان أخرى وبدأ يؤثر على النظرة الأجنبية للشعب الروسي. وبالنسبة للعديد من الأوروبيين، قدمت هذه الفكرة بديلًا إيجابيًا للنظرة النمطية للروس باعتبارهم متخلفين، وبدلًا من ذلك صورت الشعب الروسي كمثال للبراءة التي فقدها الغرب. استمرت شعبية "الروح الروسية" في القرن العشرين ولكنها تلاشت مع تزايد القوة السوفيتية. بحلول ثلاثينيات القرن العشرين، بدأ المفهوم ينزلق إلى طيات النسيان، لكنه ظل موجودًا في أعمال العديد من الكتاب الذين ابتكروه.